# Lamidat de Garoua
Le lamidat de Garoua est une chefferie traditionnelle musulmane située au Cameroun, dans la ville de Garoua, dans le département de la Bénoué.

## Géographie
Le lamidat de Garoua est constitué des peuls venus de Fouta Toro (actuel Senegal) au 18e siècle et des fali. Avant la création du lamidat, les deux peuples connaissent des conflits jusqu'à la conversion du plateau de l'Adamaoua à l'Islam par Sehou Ousman Dan Fodio au 19e siècle. En 1810, Ardo Tayrou (fils de Ardo Oumarou) fonde le lamidat de Garoua dont la tradition perdure jusqu’à ce jour.

## Histoire
Bien que le règne du tout premier lamido remonte à 1810, plusieurs sources attribuent la création du lamidat de Garoua à Modibbo Haman  Njoundi (fils de Mal Hamayéro), le cousin de Ardo Tayrou qui est en fait le deuxième lamido de la dynastie.
En 1964, le lamido en exercice (Abdoulaye Hayatou) réunit un comité pour rédiger l'histoire de la ville de Garoua. Il en ressort un manuscrit intitulé Tariha pour signifier que l'ouvrage mis sur pied ne présente qu'un aspect de l'histoire de la ville. Cette ouvrage reconnaît Modibbo Haman comme le fondateur de la dynastie de Garoua.
La descendance de Modibo Hamman Njoundi est celle qui règne actuellement à Garoua. Il eût 18 enfants dont 9 fils (ardo Bakari Mayha, modibo Ousmanou, modibo Issa, modibo Maoundé, modibo Bayero, modibo Oumarou, mal Alim, mal Hassana, et djaouro Moussa) et 9 filles (Haoua yaya la mère de wadjiri Ousmanou grand père de Alh Babba Toura, Fadimatou la mère de djaouro Ahmadou bantahi, Babba Didjatou, nenné Mairama, Aminatou la mère de iyawa hamatoukour, Halimatou la mère de wadjiri Hamidou, Adda Roukatou, Nenné Fadimatou, et Adama la mère de Hamman Njamri).
Les descendants actuels d'Ardo Bakari Maïha sont : les familles d’adjudant-chef Bah, de Boubakari T23, et la famille de wadjiri foulbé.
Les descendants actuels de Modibo Oussoumanou  sont : les familles de yérima Dawa fils de yérima Hamman Nana maloum, d’aladji Bassoro Hamaoundé, les enfants et petits-enfants de Maïgari Dawa Bobbo, tous les descendants du Lamido Bouba dont les enfants et petits-enfants de aladji Bello, les enfants et petits-enfants de yérima Atikou (yérima Ousmanou, yérima Manga, yérima Maïdadi), les enfants et petits-enfants de yérima Oumarou (yérima Abouï, yérima Yaya, les fils et petits-fils de yérima Bobboy, les fils et petits-fils de modibo Iya garou, les fils et petits-fils du général Abdoulaye Oumarou Garoua).
Les descendants actuels de Modibo Issa sont : les enfants et petits-enfants de Nenné Asmaou Bokki (petite fille de Modibo Daïfourou), les enfants et petits-enfants de yérima Djounaidou (fils de modibo Barkindo), les enfants et petits-enfants de yérima Iyabano (fils de Yerima Hamman), les enfants et petits-enfants de Sarki yayi Bobboy (fils de Yerima Hamman), les enfants et petits-enfants de yérima Bakari Laindé (fils de Yerima Sadou, petit-fils de modibo Barkindo), les enfants et petits-enfants de Wadjiri Halilou Laïndé et Hadja Borgo, les descendants de Yerima Naiwoudo et Sali Habouba.
Les descendants actuels de Modibo Maoundé sont : les enfants, petits-enfants et arrière-petits-enfants du Lamido Hayatou ; les enfants, petits-enfants de yérima Babba, les enfants et petits-enfants de yérima Daoua, les enfants et petits-enfants du Lamido Ibrahima Abbo, les descendants de wadjiri Sali, wadjiri Iya et wadjiri Yaya.
Les descendants actuels de Modibo Bayero sont : les enfants et petits-enfants de mal Hammadjoda foulbéré, les enfants et petits-enfants de aladji Baaka foulbéré, les enfants et petits-enfants de mal Yaya foulbéré, les enfants et petits-enfants de aladji Bagoudou, la famille de Aladji Moussa Yaya et Goni Alim. Les descendants actuels de Mal Hassana sont : ardo Bindowo Nassarao et ses frères. Et ceux de Modibo Oumarou sont les enfants et petits-enfants de LIMAN Hamaoua Laoual  (dont mal Yaya Daïrou, Mairama-épouse du 1er Lamido Poli et autres).  

## Dynastie
Depuis 1810 le lamido de Garoua a connu sans interruption le règne de lamidos successifs.
| Période   | Nom, ascendant, et durée du règne |
| 2021-     | Ibrahim Souleymane El Rachidine, fils de Yerima Souleymane, petit fils de Lamido Alhadji Abdoulaye Hayatou. |
| 2000-2021 | Alim Garga Hayatou, fils de Lamido Hayatou Abbo. 21 ans. |
| 1971-2000 | Ibrahima Abbo, fils de Modibo Abbo, petit-fils de modibo Maoundé et arrière petit-fils de modibo Haman Njoundi. 29 ans |
| 1966-1971 | Abdourahman Bobboy, fils de Lamido Hayatou Abbo. 5 ans. |
| 1955-1966 | Alhadji Abdoulaye, fils de Lamido Hayatou Abbo. 11 ans. Période qui concide avec l'indépendance du pays. |
| 1921-1955 | Hayatou, fils de Modibo Abbo, petit-fils de modibo Maoundé et arrière petit-fils de modibo Haman Njoundi. 34 ans. Période qui concide avec la modernisation de Garoua/comme tout le Cameroun.                                |
| 1901-1921 | Bouba Dewa, fils de Modibo Oussoumanou, petit-fils de Modibo Haman Njoundi. 20 ans. Période qui concide avec le début de l'arrivée des colonisateurs allemands, ensuite anglais et français.                                 |
| 1897-1901 | Mal/Modibo Daïfourou, fils de Modibo Issa, petit-fils de Modibo Haman Njoundi. 4 ans. |
| 1894-1897 | Ardo Ibrahima Abbo, fils de Ardo Bakari Mayha, petit-fils de Modibo Haman Njoundi. 3 ans. |
| 1866-1894 | Modibo/Malloum Issa, fils de Modibo Haman Njoundi. 28 ans. Le Bâtisseur, Garoua commença à s’agrandir sous son règne et on enregistra l’arrivée de plusieurs autres ethnies. Il transféra la chefferie de Laindé à Foulbéré. |
| 1864-1866 | Ardo Hambabba, fils de Ardo Bakari Mayha, petit-fils de Haman Njoundi. 2 ans. |
| 1863-1864 | Modibo Oussoumanou, fils de Modibo Haman Njoundi. 1 an. |
| 1851-1863 | Ardo Bakari Mayha, fils de Modibo Haman Njoundi. 12 ans. Le Conquérant, il introduit la culture du sorgho, le tissage, la teinturerie et le commerce. Il transféra la capitale du lamidat de Garoua de Foulbéré à Laïndé.    |
| 1835-1851 | Modibo Haman Njoundi, fils de Mal Hamayéro, petit fils de Ardo Ibrahima. Le Fondateur de la dynastie qui règne encore aujourd’hui à Garoua.                                                                                  |
| 1810-1835 | Ardo Tayrou, fils de Ardo Oumarou, petit fils de Ardo Ibrahima. Le Précurseur. |